# كلفن
كلفن من وحدات القياس المعتمدة في النظام الدولي للوحدات لقياس درجة الحرارة ويرمز له بالرمز (K). سميت بهذا الاسم نسبة إلى الفيزيائي والمهندس البريطاني اللورد كلفن Kelvin.
نادراً ما تستخدم وحدة الكلفن في الحياة العامة، ولكنها ذات أهمية خاصة في المجالات العلمية المختلفة. يُستخدم الكلفن في القياسات العلمية لأنه مقياس لدرجة نشاط الجزيئات في المادة، أي أنه عند درجة 0 كلفن (الصفر المطلق) تتوقف حركة الجزيئات تماماً.

## تاريخ
1848
كتب لورد كلفن ورقة عن الحرارة المُطلقة أو البرد المطلق (الصفر المطلق)، واستخدم فيها وحدة جديدة تكون درجة الصفر فيها هي درجة الحرارة التي تتوقف عندها حركة الجزيئات. وقد حسب الصفر المُطلق وتوصل إلى أنه يساوي على المقياس المئوي 273ْ-. ويُعرف هذا المقياس المُطلق اليوم بـ«مقياس كلفن الديناميكي الحراري».
1954
القرار الثالث في «المؤتمر العام العاشر للأوزان والمقاييس» أعطى مقياس الكلفن تعريفه الحديث بتعيين حرارة النقطة الثلاثية للمياه (درجة 0 مئوية) كالنقطة التعريفية الثانية لمقياس الكفلن، وتم تحديد حرارتها بـ273.16 كلفن بالضبط (ومن ثم فإن الصفر المُطلق هو درجة 273.16- مئوية).
1968/1967
القرار الثالث في «المؤتمر العام الثالث عاشر للأوزان والمقاييس» أطلق تسمية «كلفن» على هذا المقياس الديناميكي الحراري، ورمزه هو «ك» (K)، وإلى الدرجة المطلقة بـ«كْ» (Kْ). وكان القرار الرابع: «الكلفن، وحدة الحرارة، تساوي 1/273.16 من حرارة النقطة الثلاثية للماء».

## الكلفن ومقاييس الحرارة الأخرى
درجة الكلفن الواحدة تساوي درجة مئوية واحدة، أي أنه لا فرق في مقدار كل درجة بين مقياس الكلفن والمقياس المئوي، بل الفرق هو فقط درجة الصفر في كل من المقياسين. ودرجة الصفر في مقياس الكلفن تساوي على المقياس المئوي °273.15- بالضبط.
وترتبط وحدة الكلفن مع وحدات الحرارة الأخرى حسب العلاقات التالية:
- درجة كلفن = الدرجة المئوية + 273.15

أي
K = °C + 273.15
- درجة كلفن = (الدرجة الفهرنهايتية + 459.67)/1.8

أي
K = (°F + 459,67) / 1,8
وهذا جدول يُبيّن كيفية تحويل مقاييس الحرارة الأخرى من وإلى الكلفن:
| المقياس     | من الحرارة                | إلى الحرارة                 |
| ----------- | ------------------------- | --------------------------- |
| المئوي      | [°C] = [K] − 273.15       | [K] = [°C] + 273.15         |
| الفهرنهايتي | [°F] = [K] × 9⁄5 − 459.67 | [K] = ([°F] + 459.67) × 5⁄9 |
| الرانكايني  | [°R] = [K] × 9⁄5          | [K] = [°R] × 5⁄9            |

## الاستخدام

### الحرارة اللونية
كثيرا ما يُستخدم الكلفن في قياس الحرارة اللونية لمصادر الضوء. درجة الحرارة اللونية تعتمد على مبدأ أن الجسم الأسود المُشع يبتعث ضوءاً يعتمد لونه على حرارة الجسم المُشع. الأجسام السوداء التي تملك حرارة تحت حوالي 4000ك تبدو محمرّة، في حين أن التي تملك حرارة فوق حوالي 7500ك تبدو مزرقّة. الحرارة اللونية هامة في مجالات مثل التصوير الفوتوغرافي، فمثلاً درجة حرارة لونية قريبة من 5600ك تتطلب مستحلبات أفلام مثل التي تستخدم لضوء النهار. في الفلك، تصنيف أنواع النجوم في التصنيف النجمي وتصنيف هرتزشبرونج-راسل يعتمد على حرارتها السطحية. حيث أن هذه التصنيفات تعتمد على طيف النجوم والذي يعتمد حرارتها السطحية. وباستخدام هذه التصانيف، بالإمكان معرفة الحرارة السطحية والضياء ومتوسط الكتلة والقطر بواسطة أطياف النجوم.

## الصفر المطلق
الصفر المطلق (0 كلفن) هو أخفض درجة حرارة في الطبيعة وتتوقف عندها حركة الجزيئات. لا يُمكن عملياً الوصول إلى درجة الصفر المطلق، ولكن يمكن فقط الاقتراب منها.